# Creoleon lugdunensis
Creoleon lugdunensis — вид сітчастокрилих комах родини мурашиних левів (Myrmeleontidae).

## Етимологія
Видова назва С. lugdunensis походить від назви римської провінції Лугдунська Галлія, що знаходилася на півночі та сході сучасної Франції.

## Поширення
Середземноморський вид. В Європі трапляється в Португалії, Іспанії, Італії, Хорватії, на півдні Франції та Швейцарії.

## Опис
Як і всі мурашині леви, Creoleon lugdunensis має вузьке тіло, з довгим черевцем, чотирма крилами і двома короткими антенами. Тіло завдовжки до двох сантиметрів.
Личинки живуть у піщаних воронках, де вони полюють на дрібних комах. Заляльковуються навесні всередині кокона з піску.

## Спосіб життя
Літ імаго спостерігається у червні-серпні.